# Junonia orithya

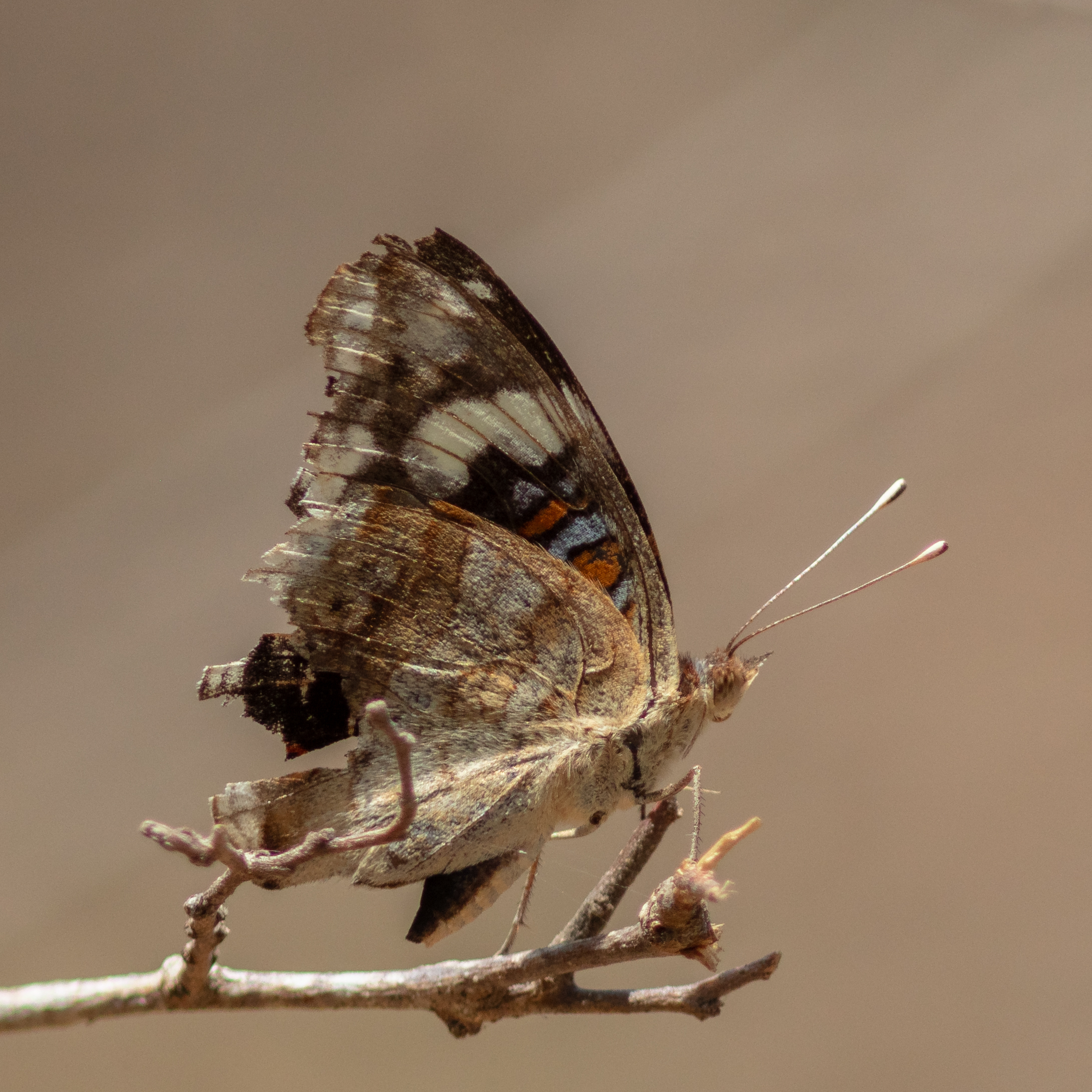
Vista lateral.

Junonia orithya es una especie  de lepidóptero de la familia Nymphalidae, que se distribuye por África, Asia y Australasia. Es migratoria.

## Subespecies
EOL incluye las siguientes subespecies:
- Junonia orithya albicincta Butler, 1875
- Junonia orithya baweana Fruhstorfer, 1906
- Junonia orithya celebensis Staudinger, 1888
- Junonia orithya cheesmani Riley, 1925
- Junonia orithya eutychia Fruhstorfer, 1912
- Junonia orithya hainanensis Fruhstorfer, 1912
- Junonia orithya here Lang, 1884
- Junonia orithya isocratia Hübner, 1816
- Junonia orithya kontinentalis Martin, 1920
- Junonia orithya kuhni Fruhstorfer, 1904
- Junonia orithya leucasia Fruhstorfer, 1912
- Junonia orithya madagascariensis Guenée, 1872
- Junonia orithya marcella Hulstaert, 1923
- Junonia orithya metion Fruhstorfer, 1905
- Junonia orithya mevaria Fruhstorfer, 1904
- Junonia orithya minagara Fruhstorfer, 1904
- Junonia orithya minuscula Fruhstorfer, 1906
- Junonia orithya neopommerana Ribbe, 1898
- Junonia orithya noveae-guineae Hagen, 1897
- Junonia orithya ocyale Hübner, 1816-1824
- Junonia orithya orthosialis Godart, 1823
- Junonia orithya palea Fruhstorfer, 1912
- Junonia orithya patenas Fruhstorfer, 1912
- Junonia orithya phycites Fruhstorfer, 1912
- Junonia orithya saleyra Fruhstorfer, 1912
- Junonia orithya sumatrana Fruhstorfer, 1906
- Junonia orithya swinhoei Butler, 1885
- Junonia orithya wallacei Distant, 1883